# عاشق من فلسطين
عاشق من فلسطين، مجموعة شعرية من مؤلفات الشاعر العربي الفلسطيني محمود درويش، صدرت في عام 1966، عن مكتبة النور في حيفا، فلسطين.